# Morelotia affinis
Morelotia affinis är en halvgräsart som först beskrevs av Adolphe-Théodore Brongniart, och fick sitt nu gällande namn av Stanley Thatcher Blake. Morelotia affinis ingår i släktet Morelotia och familjen halvgräs. Inga underarter finns listade i Catalogue of Life.